# Educator Astronaut Project
El Educator Astronaut Project es un programa de la NASA diseñado para educar a los estudiantes y estimular el entusiasmo en las matemáticas, la ciencia y la exploración espacial. Es un sucesor del Teacher in Space Project de la década de 1980 que fue cancelado después de la muerte de Christa McAuliffe en el desastre del Transbordador espacial Challenger (STS-51-L). La NASA detuvo el proyecto de los maestros en medio de preocupaciones sobre el riesgo de enviar civiles al espacio.

## Historia

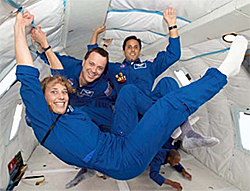
Los astronautas educadores Dorothy Metcalf-Lindenberger, Richard Arnold y Joseph Acaba durante un vuelo de microgravedad.

En la década de 1990, la NASA creó el Educator Astronaut Project, que lleva a cabo los objetivos del Programa Teacher in Space, y que a su vez tiene como finalidad elevar la enseñanza como profesión e inspirar a los estudiantes. A diferencia de Teacher in Space, los astronautas educadores son astronautas completamente entrenados que realizan los mismos trabajos y deberes que cualquier otro astronauta. Vuelan como miembros de la tripulación con responsabilidades de misión críticas, así como objetivos relacionados con la educación. Además de sus asignaciones técnicas, ayudan a otros astronautas a conectarse con estudiantes y profesores a través de la exploración espacial.
Joseph M. Acaba, Richard R. Arnold y Dorothy Metcalf-Lindenburger fueron seleccionados como los primeros educadores especialistas en misiones como parte de la 2004 class. Tanto Acaba como Arnold eran parte de la tripulación de STS-119, una misión del Transbordador Espacial a la Estación Espacial Internacional (ISS) que fue volada por el transbordador espacial Discovery en marzo de 2009. Metcalf-Lindenburger voló en STS-131 en abril de 2010, también visitando la ISS a bordo del transbordador espacial Discovery.

## Barbara Morgan
Barbara Morgan, el refuerzo de Christa McAuliffe en el programa Teacher in Space, permaneció involucrada con la NASA después del desastre del Challenger y continuó trabajando con la división de educación de la NASA hasta su selección como «especialista de misión» en 1998. Completó dos años de entrenamiento y la evaluación de astronautas, y comenzó sus funciones oficiales en 2000. De esta forma se convirtió en el primer ex maestro en viajar al espacio en STS-118. Si bien los comunicados de prensa y las reuniones informativas para los medios de comunicación de la NASA a menudo se referían a ella como una «educadora especialista en misiones» o «educadora astronauta», Morgan no se formó en el Educator Astronaut Project. El administrador de la NASA, Michael D. Griffin, aclaró en una conferencia de prensa después de STS-118 que Morgan no se consideraba un educador especialista en misiones, sino que era una especialista en misiones estándar, que anteriormente había sido maestra. Los deberes de Morgan como especialista en misiones no eran diferentes de los de otros especialistas en misiones del transbordador.